# Langweiligkeit
Langweiligkeit was een festival in Den Haag dat door de gelijknamige stichting werd gereorganiseerd. De stichting organiseert tevens feesten, onder andere in het Poppodium Paard van Troje en beheert een platenlabel. De stichting is actief in de undergroundstromingen van de elektronische muziek, zoals dubstep, drum and bass, acid house en tekno. 

## Festival
Het Langweiligkeit festival wordt jaarlijks georganiseerd sinds 1999 en vond tot 2008 plaats in de Haagse binnenstad. In 2008 zijn er 250 acts en 30 dj's op 22 binnen- en buitenpodia. Vanaf dat jaar heeft het festival een afzonderlijk bluesgedeelte. In 2009 vond het festival plaats op het terrein van BINK36, in 2010 in de RAC-hallen (Rijks Automobiel Centrale) in Laakhaven West. Bezuinigingen maakten het festival in 2011 onmogelijk, hierna stopte het festival definitief.

## Artiesten
Enkele bands die op Langweiligkeit gespeeld hebben:
- Black Sun Empire
- Bogdan Raczynski
- Ceephax Acid Crew
- Elle Bandita
- Monster X
- Grimelock
- Kromestar
- Legowelt
- Rene SG